# Kraindorf

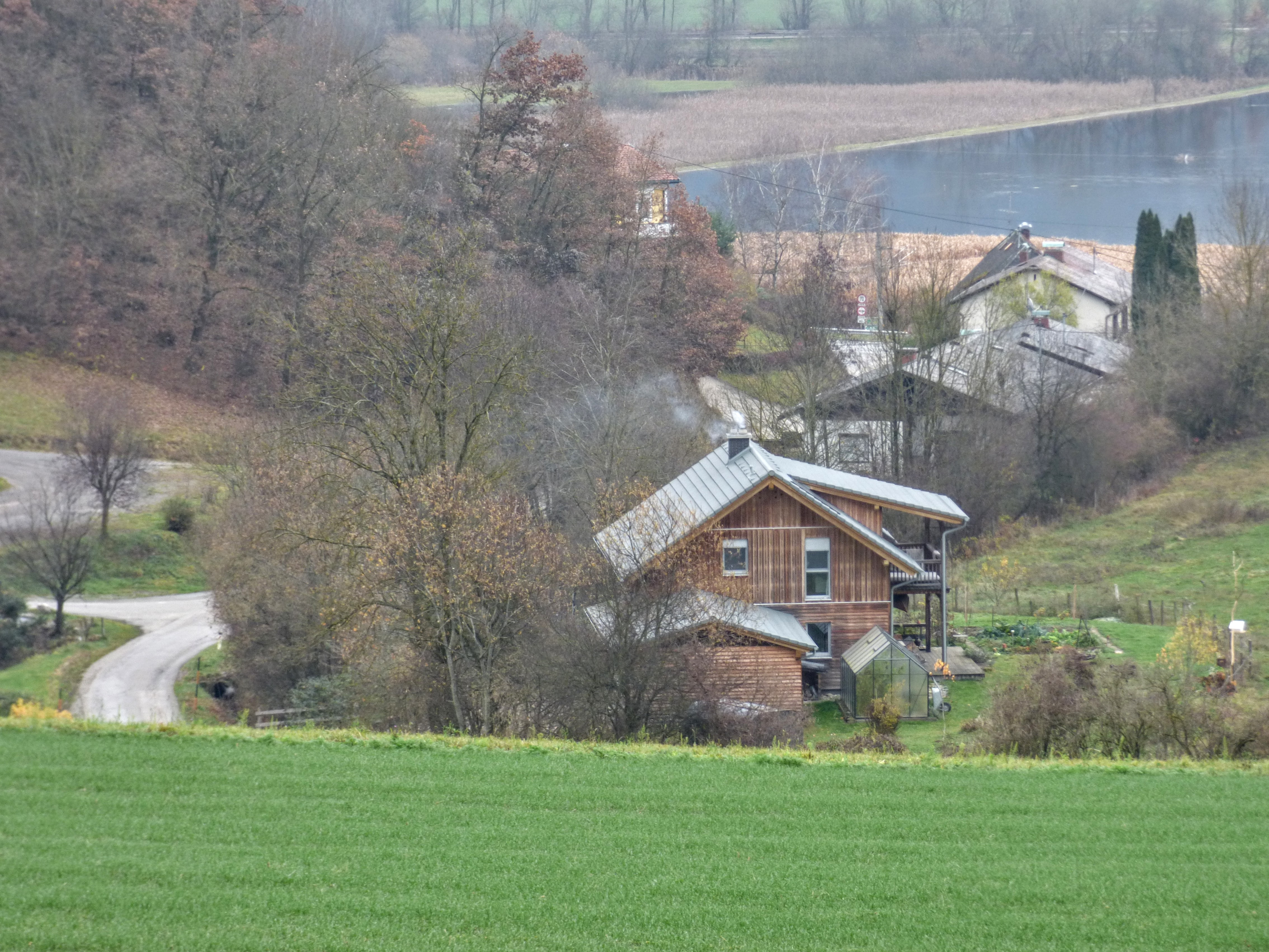
Kraindorf. Mailsberger Weg, der die Grenze zwischen den Gemeinden Frauenstein (links) und Liebenfels (rechts) bildet.

Kraindorf (vor der Mitte des 19. Jahrhunderts auch Graindorf) ist ein Ort in Kärnten (Österreich). Durch den Ort verläuft die Grenze zwischen den Katastralgemeinden Rosenbichl und Grasdorf, die gleichzeitig die Grenze zwischen den politischen Gemeinden Liebenfels und Frauenstein ist. Dadurch zerfällt der Ort in zwei Ortschaften: die Ortschaft Kraindorf in der Gemeinde Frauenstein hat 18 Einwohner (Stand 1. Jänner 2024), die Ortschaft Kraindorf in der Gemeinde Liebenfels hat 17 Einwohner (Stand 1. Jänner 2024).

## Lage
Der Ort liegt südwestlich außerhalb der Bezirkshauptstadt Sankt Veit an der Glan, am Nordrand des Glantalbodens, nördlich der von St. Veit nach Feldkirchen führenden Ossiacher Straßen. Durch den Ort verläuft eine Katastralgemeindegrenze: der nordöstliche Teil des Orts liegt auf dem Gebiet der Katastralgemeinde Grasdorf, der südwestliche Teil des Orts auf dem Gebiet der Katastralgemeinde Rosenbichl.

## Geschichte
Der Ort wurde 1280 erwähnt als Chreindorf, was sich von slowenisch krinja (= Einkerbung) ableitet.
In der ersten Hälfte des 19. Jahrhunderts gehörte der damals nur aus einem einzigen, stattlichen Hof bestehende und zur Gänze in der Steuergemeinde Grasdorf liegende Ort zum Steuerbezirk Kraig und Nußberg. Bei Bildung der Ortsgemeinden im Zuge der Reformen nach der Revolution 1848/49 kam der Ort an die Gemeinde Obermühlbach.
Im Zuge der Gemeindestrukturreform 1973 wurden die Katastralgemeindegrenzen geändert, so dass der südwestliche Teil des Ortes mit dem ursprünglich den Ort bildenden Hof an die Katastralgemeinde Rosenbichl und somit an die Gemeinde Liebenfels abgetreten wurde, während der nordöstliche Teil des Orts in der Katastralgemeinde Grasdorf verblieb und mit dieser an die neue Gemeinde Frauenstein kam. Seither wird in beiden Gemeinden jeweils eine Ortschaft Krainberg geführt. Entlang der Ossiacher Straße sowie knapp nördlich davon wurden einige Einfamilienhäuser errichtet.

## Bevölkerungsentwicklung des gesamten Orts
Für den Ort ermittelte man folgende Einwohnerzahlen:
- 1869: 1 Haus, 17 Einwohner[4]
- 1880: 1 Haus, 15 Einwohner[5]
- 1890: 1 Haus, 21 Einwohner[6]
- 1900: 1 Haus, 12 Einwohner[7]
- 1910: 1 Haus, 21 Einwohner[8]
- 1923: 1 Haus, 29 Einwohner[9]
- 1934: 19 Einwohner[10]
- 1961: 1 Haus, 24 Einwohner[11]
- 2001: 16 Gebäude, 50 Einwohner
- 2011: 17 Gebäude, 49 Einwohner

Im Ort gibt es 3 Arbeitsstätten (Stand 2011) und 2 land- und forstwirtschaftliche Betriebe (Stand 2001).

## Ortschaft Kraindorf (Gemeinde Frauenstein)

### Lage
Die Ortschaft umfasst die Einfamilienhäuser an der Westseite des Eichenwegs an der Grenze zur Stadtgemeinde Sankt Veit an der Glan, an der Nordseite der Ossiacher Straße zwischen Eichenweg und Mailsberger Straße, und an der Ostseite der Mailsberger Straße an der Grenze zur Gemeinde Liebenfels.

### Bevölkerungsentwicklung
Für die Ortschaft zählte man folgende Einwohnerzahlen:
- 2001: 8 Gebäude (davon 8 mit Hauptwohnsitz) mit 11 Wohnungen und 11 Haushalten; 23 Einwohner und 1 Nebenwohnsitzfall[12]
- 2011: 9 Gebäude, 20 Einwohner[13]

In der Ortschaft gibt es 1 Arbeitsstätte (Stand 2011; 2001: 1) und 0 land- und forstwirtschaftliche Betriebe (Stand 2001).

## Ortschaft Kraindorf (Gemeinde Liebenfels)

### Lage
Die Ortschaft umfasst die Einfamilienhäuser an der Südseite des Mailsberger Wegs an der Grenze zur Gemeinde Frauenstein, sowie südwestlich davon das Gut Kraindorf, das den alten Kern des Orts bildet.

### Bevölkerungsentwicklung
Für die Ortschaft ermittelte man folgende Einwohnerzahlen:
- 2001: 8 Gebäude (davon 8 mit Hauptwohnsitz) mit 15 Wohnungen; 27 Einwohner und 1 Nebenwohnsitzfall; 10 Haushalte; 1 Arbeitsstätte, 2 land- und forstwirtschaftliche Betriebe[14]
- 2011: 8 Gebäude, 29 Einwohner, 10 Haushalte, 2 Arbeitsstätten[13]
- 2021: 9 Gebäude, 19 Einwohner, 10 Haushalte, 3 Arbeitsstätten[15]

### Gut Kraindorf
In den 1880er-Jahren lebte der Abgeordnete Gustav Hock auf Gut Kraindorf.
Um 1900 war das Gut Eigentum des Baron Walter von Sterneck.
Durch einen Brand wurde im Oktober 1938 der Wirtschaftstrakt des Gutes Kraindorf zerstört.
Heute wird der Hof als Demeterhof mit Ab-Hof-Verkauf geführt.